# برکه حاج اسدالله
برکهٔ حاج اسدالله یا برکهٔ کشکول واقع در شهرستان گراش، استان فارس کشور ایران در سال ۱۲۸۶ هجری قمری به همت حاج اسدالله فرزند دهباشی کربلائی، علیرضا گراشی ساخته شده‌است و پس از برکه کل گراش بزرگ‌ترین آب‌انبار گراش است. این اثر تاریخی در تابستان ۱۳۸۰ به‌عنوان یکی از آثار ملی ایران به ثبت رسیده‌است.

## مشخصات بنا
این آب‌انبار داری شش دهنه و دو مجرای ورودی و یک مجرای خروجی آب است که ساخت مخزن و طاق مجراهای ورودی و خروجی از سنگ و ملات ساروج استفاده شده، و در دیوار بدنه (شاوره)، طاق دهنه‌ها و سردرها سنگ و ملات گچ بکار رفته‌است که در بعضی از سردرها با گچ تزیین کاری شده‌است. طاق دهنه‌ها و سردرها، به شکل تیره‌دار است و طاق مجراهای ورودی و خروجی آب که سطح پایین‌تر از سایر دهنه‌ها و اندازه آنها نیز کوچک‌تر است به شکل هلالی ساخته شده‌است که دو مجرای ورودی در سمت شمالی و دو مجرای خروجی در سمت جنوبی تعبیه گردیده‌است. سقف آب‌انبار، به شکل گنبد عظیمی است که بر روی آن با مصالح سنگ، ملات گچ و اندود ساروج، گرفته شده‌است و سنگ پله‌های پاکنه (pakona) آن در بدنه شرقی تا انتهای مخزن ادامه دارد. در بالای طاق یکی از سردرها سنگ اوحی نصب گردیده و ابیاتی که شخص بانی سروده بر روی آن حک شده‌است:این بنا از تابستان ۱۳۸۰، از سوی سازمان میراث فرهنگی، صنایع دستی و گردشگری در شمار آثار ملی ایران به ثبت رسیده‌است.

## مالکیت
با توجه به وقفی بودن بناهای ساخته‌شده توسط حاج‌اسدالله‌خان گراشی در دورهٔ قاجاریه، این بنا پس از انقلاب ۱۳۵۷، در مالکیت سازمان اوقاف و امور خیریه قرار گرفت. از دیگر بناهای این مجموعه می‌توان به برکه کل، مدرسه علمیه چهارده‌معصوم و حمام دهباشی اشاره کرد.
|                                                        |  |  |
| نمایی از فروریختن گنبد برکه اسدالله (کشکول) در دی ۱۴۰۰ |  |  |

## تخریب سقف
در بارندگی دی‌ماه ۱۴۰۰، بخشی از سقف این آب‌انبار تاریخی که پیش‌تر دوست‌داران میراث فرهنگی دربارهٔ وضعیت نامناسبش هشدار داده شده بود، فروریخت. این درحالی بود که پیش‌تر سازمان اوقاف و امور خیریه و همچنین حسین حسین‌زاده، نماینده مجلس، از پیگیری وضعیت این بنا خبر داده بودند.
با توجه به نوع این سازهٔ تاریخی به نظر می‌رسد فروریختگی کنونی موجب ریزش کامل گنبد آن خواهد شد.